# Xanthandrus ceylonicus
Xanthandrus ceylonicus är en tvåvingeart som beskrevs av Keiser 1958. Xanthandrus ceylonicus ingår i släktet malblomflugor, och familjen blomflugor.
Artens utbredningsområde är Sri Lanka. Inga underarter finns listade i Catalogue of Life.